# Elvis Is Back!
Elvis Is Back! – dziesiąty album Elvisa Presleya wydany 8 kwietnia 1960 r. przez RCA Victor Records. Na liście najlepszych albumów magazynu Billboard płyta znalazła się na drugim miejscu, a w Wielkiej Brytanii zajęła pierwsze miejsce. Przez wielu uważana jest za najlepszą w karierze Presleya. To także jego pierwszy album nagrany techniką stereofoniczną.

## Historia
Powołanie Elvisa do wojska w 1958 r. spowodowało jego zniknięcie ze sceny muzycznej na blisko dwa lata. W tym czasie piosenki, które wydał w latach 50., były już klasykami, a on niekwestionowanym królem rock and rolla, jednak w czasie jego nieobecności zaszło wiele zmian na rynku muzycznym, a rockandrollowe piosenki straciły swoją drapieżność i spontaniczność. Kiedy więc Elvis powrócił z wojska, jego menadżer Pułkownik Parker postanowił pokazać, że Elvisa wciąż ma „to coś” i już na pierwszej konferencji zapowiedział powstanie nowej płyty. Do jej nagrania zaproszono jego dawnych muzyków: gitarzystę Scotty’ego Moore’a, pianistę Floyda Cramera, perkusistę D.J. Fontana oraz wokalny kwartet The Jordanaires. Jedyną nową twarzą był gitarzysta Charlie Hodge, który później został członkiem Memphis Mafii i podstawowym muzykiem Elvisa pod koniec dekady, kiedy rozpoczął występy na żywo. Ponieważ zapowiedź nowej płyty Presleya stała się wielkim wydarzeniem, to i presja była ogromna, ale Elvis postanowił, że odejdzie od swoich standardowych rockandrollowych brzmień i nagra piosenki w różnych stylach (doo-wop, gospel, blues, a nawet jazz).
W 1988 r. wytwórnia RCA zdecydowała się wydać album na płycie CD. 18 maja 1999 r. pojawiła się jego reedycja, która zawierała sześć dodatkowych utworów nagranych w tym samym czasie co album. Trzy z nich (Stuck on You, Are You Lonesome Tonight?, i It’s Now or Never) zostały wydane wcześniej jako single i znalazły się na liście magazynu Billboard.
18 stycznia 2011 r. wytwórnia Legacy Records wypuściła specjalną edycję, w skład której weszła wersja z 1999 r. cały album Something for Everybody oraz single Surrender, His Latest Flame i Good Luck Charm.

## Muzycy
1. Elvis Presley – wokal, gitara
2. Scotty Moore – gitara elektryczna, bass
3. Hank Garland – gitara, bass
4. Floyd Cramer – pianino
5. Bob Moore – gitara basowa
6. D.J. Fontana – perkusja
7. Buddy Harman – perkusja
8. The Jordanaires – akompaniament
9. Boots Randolph, Bill Justis – saksofon
10. Charlie Hodge – gitara, wokal (I Will Be Home Again)

## Lista utworów

### Strona A
| Utwór | Data nagrania | Tytuł                      | Autor                                       | Czas trwania |
| ----- | ------------- | -------------------------- | ------------------------------------------- | ------------ |
| 1.    | 20.03.1960    | Make Me Know It            | Otis Blackwell                              | 1:58         |
| 2.    | 03.04.1960    | Fever                      | John Davenport i Eddie Cooley               | 3:31         |
| 3.    | 03.04.1960    | The Girl of My Best Friend | Beverly Ross i Sam Bobrick                  | 2:21         |
| 4.    | 03.04.1960    | I Will Be Home Again       | Bennie Benjamin, Raymond Leveen, Lou Singer | 2:33         |
| 5.    | 03.04.1960    | Dirty, Dirty Feeling       | Jerry Leiber i Mike Stoller                 | 1:35         |
| 6.    | 03.04.1960    | Thrill of Your Love        | Stan Kesler                                 | 2:59         |

### Strona B
| Utwór | Data nagrania | Tytuł                         | Autor                               | Czas trwania |
| ----- | ------------- | ----------------------------- | ----------------------------------- | ------------ |
| 1.    | 20.03.1960    | Soldier Boy                   | David Jones i Theodore Williams Jr. | 3:04         |
| 2.    | 03.04.1960    | Such A Night                  | Lincoln Chase                       | 2:58         |
| 3.    | 20.03.1960    | It Feels So Right             | Fred Wise i Ben Weisman             | 2:09         |
| 4.    | 03.04.1960    | Girl Next Door Went A-Walking | Bill Rice i Thomas Wayne            | 2:12         |
| 5.    | 03.04.1960    | Like a Baby                   | Jesse Stone                         | 2:38         |
| 6.    | 03.04.1960    | Reconsider Baby               | Lowell Fulson                       | 3:39         |